# Fogou von Piskey’s Hall

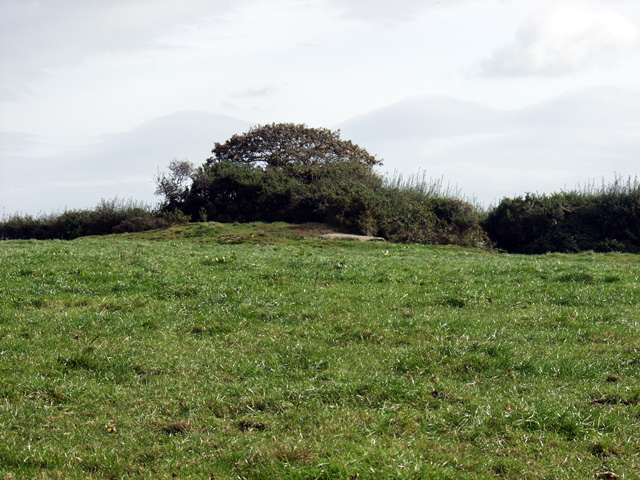
Piskey’s Hall

Das Fogou von Piskey’s Hall (auch The Fairy’s Fogou, Pixie's Hall oder Trewardreva genannt) – ist ein „stone built“ Souterrain (regional Fogou genannt) in Cornwall in England. Bei den Souterrains wird grundsätzlich zwischen „rock-cut“, „earth-cut“, „stone built“ und „mixed“ Souterrains unterschieden.
Das Fogou liegt etwa 1,6 km nördlich von Constantine und 100 m südöstlich einer Nebenstraße gegenüber dem Eingang zur Farm Trewardreva Hall. Die Konstitution ist nicht vollständig unterirdisch. Im Gelände erhebt sich ein Buckel von der Länge des Ganges. Die Lage des ursprünglichen Zugang ist unbekannt, aber analog zu den besser erhalten Fogous wäre dieser ein schmaler Kriechgang. Der heutige, umgestaltete Zugang erfolgt über das geöffnete Südwestende.
Der erhaltene überdachte Teil des Fogou ist ein gerader, über 8,0 m langer Gang mit einer niedrigen Öffnung am Nordostende, die teilweise mit Steinen blockiert wurde. Die Konstruktion des Fogou ist abnorm. Die anderen acht erhaltenen Fogous der Region haben einen trapezförmigen Querschnitt, wobei sich die Wandabstände in Richtung Dach allmählich verjüngen, um den Abstand für die Deckenkonstruktion zu verringern. Bei Piskey’s Hall sind die Wände nahezu senkrecht. Aufgrund des großen Querschnitts wurden neun sehr große Steine zur Dachabdeckung benutzt. Die Steine an den Enden des Ganges sind besonders massiv. Gleich hinter dem großen Deckstein am Nordostende liegen drei sehr schlanke, hellere und deutlich leichtere Steine, die moderner Ersatz sein können.

## Der Name
Pixies (auch Pixy, pinkie, Pinkies und Piskey's (in Cornisch)) sind mythische Wesen der Folklore, die besonders in den Hochmoorbereichen von Cornwall und Devon konzentriert werden, was darauf hindeutet, dass der Name und der Ursprung für den Glauben keltisch ist.